# Dachstein, Francija
Dachstein je občina v departmaju Bas-Rhin francoske regije Alzacija.
Leta 1990 je v občini živelo 957 oseb oz. 128 oseb/km².